# Alternativmedizin
Alternativmedizin, auch Paramedizin oder Komplementärmedizin, sind Sammelbezeichnungen für Behandlungsmethoden und diagnostische Konzepte, die sich als Alternative oder Ergänzung zu wissenschaftlich begründeter Medizin verstehen.
Zu den alternativmedizinischen Behandlungsmethoden gehören Naturheilverfahren, Körpertherapieverfahren, manche Entspannungsverfahren, Homöopathie, Osteopathie, Eigenbluttherapie, Anthroposophische Medizin und Traditionelle chinesische Medizin. Für die alternativmedizinischen Therapien kann weder ein wissenschaftlich plausibler pharmakologischer Wirkmechanismus nachgewiesen werden, noch eine pharmakologische Wirkung, die über einen Placeboeffekt hinausgeht. Einige Verfahren der Alternativmedizin lassen sich auch den Pseudowissenschaften zuordnen.

## Definitionsversuche und Begriffsvarianten
Zurzeit existiert keine allgemein akzeptierte Definition von „Alternativmedizin“. Der Pschyrembel für Naturheilkunde und alternative Heilverfahren beschreibt „Alternativmedizin“ als „umstrittene und unscharfe Sammelbezeichnung für diagnostische und therapeutische Verfahren, die außerhalb der konventionellen Medizin stehen“. Der Begriff suggeriere, „dass diese Methoden anstatt der Schulmedizin eingesetzt werden können; überzeugende Daten zur klinischen Evaluation bezüglich Wirksamkeit und Unbedenklichkeit fehlen für viele Methoden der Alternativmedizin; die theoretischen Erklärungsmodelle erscheinen häufig spekulativ“. Insofern kann der Begriff „alternative“ Medizin auch als Oxymoron verstanden werden.
Gemäß Robert Jütte sollten nur diejenigen Heilweisen als „alternativ“ „bezeichnet werden, die in einer bestimmten medikalen Kultur, die selbst wiederum einem historischen Wandlungsprozeß unterworfen ist, zu einem bestimmten Zeitpunkt oder über einen längeren Zeitraum von der herrschenden medizinischen Richtung mehr oder weniger stark abgelehnt werden, weil sie die Therapieformen der herrschenden medizinischen Richtung teilweise oder völlig in Frage stellen bzw. auf eine unmittelbare und grundlegende Änderung des medizinischen Systems abzielen“.
„Komplementär“ meint Ergänzung – Ergänzung eines etablierten Medizinsystems zu einem „neuen Ganzen“. Der Begriff „Komplementärmedizin“ wird oft als Ersatz für den Begriff „Alternativmedizin“ gebraucht. „Komplementärmedizin“ soll signalisieren, dass die damit bezeichneten Methoden nicht als Alternativen zur etablierten Medizin angesehen werden sollten, sondern als Ergänzungen. Das entspricht zum einen den Gepflogenheiten der Patienten, die zusätzlich zu konventionellen auch andere Methoden nachfragen, und kommuniziert zum anderen die Absicht der Anbieter unkonventioneller Heilmethoden, mit der etablierten Medizin zusammenzuarbeiten. Der Begriff wird auch in Deutschland zunehmend verwendet.
Beide Begriffe werden gelegentlich synonym verwendet. Eine Definition der Weltgesundheitsorganisation lautet: „Die Begriffe ‚Komplementärmedizin‘ oder ‚Alternativmedizin‘ umfassen ein breites Spektrum von Heilmethoden, die nicht Teil der Tradition des jeweiligen Landes sind und nicht vollständig in das dominierende Gesundheitssystem integriert sind. In manchen Ländern werden sie synonym zum Begriff ‚Traditionelle Medizin‘ verwendet.“ Im englischsprachigen Raum ist die Komplementär- und Alternativmedizin zusammenfassende Abkürzung CAM (Complementary and alternative medicine) gebräuchlich.
Neuere Ansätze streben in einer sogenannten Integrativen Medizin eine Zusammenarbeit von konventioneller Medizin und Komplementärmedizin an. Je nach ideologischem Hintergrund werden auch folgende Begriffe verwendet, die teilweise nicht ganz treffend sind oder das Gesamtgebiet nicht ganz abdecken: Unkonventionelle Medizinische Richtungen (UMR), Erfahrungsheilkunde, Erfahrungsheillehre, alternative Heilmethoden, Traditionelle deutsche Medizin, Sanfte Medizin, Ganzheitliche Medizin, biologische Medizin, traditionelle Medizin, Naturgemäße Heilweisen, Besondere Therapierichtungen, Nichtetablierte Medizin und andere. Bernhard Uehleke und Hans-Wolfgang Hoefert schreiben: „Die heute gebräuchlichen Begriffe ‚alternativ‘ oder ‚komplementär‘ klingen relativ neutral und frei von diskriminierenden Wertungen. Sie täuschen aber auch darüber hinweg, dass die jüngere Medizingeschichte auch eine Geschichte der gegenseitigen – durchaus wertend-diskriminierend gemeinten – Begriffe ist, welche zumindest latent noch nicht abgeschlossen ist.“ Es werden auch die Begriffe Paramedizin, Pseudomedizin und Außenseitermedizin verwendet.

### Merkmale
Nach Ansicht von Marcia Angell und Jerome P. Kassirer, Chefredakteure des New England Journal of Medicine, ist es das Hauptmerkmal der Alternativmedizin, dass sie nicht wissenschaftlich untersucht wurde und ihre Befürworter die Notwendigkeit solcher Untersuchungen weitgehend ablehnen. Mit den Untersuchungen („Testung“) meinen die Autoren strenge Sicherheits- und Wirksamkeitsnachweise, wie sie von der Food and Drug Administration (FDA) für die Zulassung von Arzneimitteln und von den besten medizinischen Peer-Review-Fachzeitschriften für die Veröffentlichung von Forschungsergebnissen gefordert werden. Viele Befürworter der Alternativmedizin glauben, dass die wissenschaftliche Methode auf ihre Heilmittel nicht anwendbar ist. Sie stützen sich stattdessen auf Anekdoten und Theorien. Anders als die Fallberichte der wissenschaftlichen Medizin werden Anekdoten über alternative Heilmittel oft mangelhaft dokumentiert über Medien für die breite Öffentlichkeit publiziert und als ausreichende Belege für die Gesundheitsversprechen der Methode verkauft. Die alternative Medizin zeichnet sich nach Ansicht der Autoren auch durch eine Ideologie aus, die biologische Mechanismen weitgehend ignoriert und die moderne Wissenschaft häufig herabsetzt. Man vertraut auf angeblich alte Praktiken und Naturheilmittel, die im Vergleich zur konventionellen Medizin als wirksamer und weniger toxisch dargestellt werden.
Viele Ansätze der Alternativmedizin werden als „natürlich“, „biologisch“, „alternativ“, „die Selbstheilungskräfte aktivierend“ oder „ganzheitlich“ bezeichnet, womit oft gemeint ist, dass es um eine Behandlung „von Körper, Geist und Seele“ gehen soll. Durch derartige Begriffe im Produktmarketing wird häufig versucht, gezielt chemophobische Gefühle bei den Kunden anzusprechen.
Die Komplementär- bzw. Alternativmedizin umfasst neben therapeutischen Maßnahmen auch zahlreiche Diagnoseverfahren. Wissenschaftlich aussagekräftige Daten liegen für die angewandte Kinesiologie, die Haaranalyse, die Irisdiagnostik, die Kirlian-Fotografie, das Pendeln, die Pulsdiagnose und den Vegatest vor. Für keine dieser Methoden ist die Validität nachgewiesen; die Mehrzahl der Studien spricht im Gegenteil gegen den Wert dieser Verfahren. Die Gefahr nicht validierter diagnostischer Methoden besteht unter anderem darin, dass im Falle falschpositiver Diagnosen unnütze Behandlungen durchgeführt werden, die im ungünstigsten Falle auch unerwünschte, überflüssige Nebenwirkungen verursachen.
Alternativmedizinische Methoden können von Ärzten angeboten werden, in Deutschland aber auch von Angehörigen anderer Heilberufe wie zum Beispiel Heilpraktikern. Nicht selten werden die Therapierichtungen von sozialen Bewegungen oder bestimmten weltanschaulichen Gruppen getragen.
Der Medizinhistoriker Robert Jütte charakterisiert paradigmatische Denkansätze von Komplementär- und konventioneller Medizin folgendermaßen:
|                          | Konventionelle Medizin                                                              | Komplementärmedizin                                    |
| ------------------------ | ----------------------------------------------------------------------------------- | ------------------------------------------------------ |
| Krankheitslehre          | ätiologisch-analytisch                                                              | phänomenologisch-synthetisch                           |
| Therapeutische Forschung | quantitativ, experimentell                                                          | qualitativ, hermeneutisch                              |
| Therapie                 | antagonistisch                                                                      | regulativ                                              |
| Denkstil                 | kausal                                                                              | analog                                                 |
| Ansatz                   | weitgehende Trennung zwischen Körper und Geist trotz psychosomatischer Erkenntnisse | „ganzheitlicher“ Ansatz                                |
| Biologisches Modell      | physiologisch, zellbiologisch                                                       | synergetisch, vitalistisch („Lebenskraft“)             |
| Relevanz der Erkenntnis  | operative Kontrolle                                                                 | integrative Bedeutung                                  |
| Soziale Integration      | professionalisierte Medizin (Expertenkultur)                                        | partizipatorische Medizin (Bedeutung des Laiensystems) |

### Konzept- und Begriffskritik
Die Arzneimittelkommission der deutschen Ärzteschaft kritisiert Bestrebungen einiger Vertreter der Homöopathie oder anderer „besonderer“ Therapierichtungen, ihre Arzneimittel als Unterstützung der schulmedizinischen Behandlung („Komplementäre Therapie“) auszugeben. Der Kommission zufolge erscheine es „nicht sehr überzeugend“, einerseits bei ernsthaften Erkrankungen wie Tumorleiden und Infektionskrankheiten die Errungenschaften der modernen Medizin in Anspruch zu nehmen, andererseits aber deren Bedeutung zu relativieren. Da den wissenschaftlich begründeten und den allein von persönlichen Überzeugungen getragenen Behandlungsverfahren Paradigmen zugrunde lägen, die sich gegenseitig ausschlössen, erscheine eine „ökumenische Gemeinschaft“ beider undenkbar und alles Beschwören von „Gemeinsamkeit“, „Ergänzung“, „Komplementarität“ oder „Erweiterung“ zwar politisch opportun, aber wissenschaftstheoretisch unhaltbar. Wissenschaftliche Medizin und Paramedizin seien in ihren Konzepten unvereinbar. Dieser Feststellung stehe die Toleranz eines aufgeklärten Bürgers nicht entgegen.
Johannes Köbberling zufolge, suggeriert der Begriff „Alternativmedizin“, dass neben der wissenschaftlich erprobten Medizin tatsächlich eine Alternative bestehe. Diese Alternative bestehe jedoch nur in dem „erklärten Verzicht auf wissenschaftliche Methodik und alle für die eigentliche Medizin eingeführten Qualitätsstandards“.
Nach Einschätzung des amerikanischen Biostatistikers Rufus Baker Baussel gibt es „keine überzeugenden, glaubwürdigen wissenschaftlichen Beweise dafür, dass eine CAM-Therapie bei irgendeiner Gesundheitsstörung vorteilhaft ist oder ein medizinisches Symptom […] besser reduziert als ein Placebo“.
Wirksamkeitsnachweise der Alternativmedizin beruhen häufig allein auf anekdotischer Evidenz: Anwender alternativmedizinischer Verfahren berufen sich bei der Frage nach einer Wirksamkeit auf ihre eigene therapeutische Erfahrung, da diese angeblich eine hinreichend sichere Unterscheidung von brauchbaren und unbrauchbaren Verfahren gestattet. Derartige retrospektive, subjektive Betrachtungen haben jedoch keinerlei beweisenden Charakter (siehe Fehlschluss und Scheinkausalität).
Zur Behauptung einer therapeutischen Arzneimittelwirkung ohne Nebenwirkung äußerte sich der Pharmakologe Gustav Kuschinsky: „Ein Arzneimittel, von dem behauptet wird, daß es keine Nebenwirkungen habe, steht im dringenden Verdacht, auch keine Hauptwirkung zu besitzen.“
Der amerikanische Arzt und Skeptiker Wallace Sampson kritisiert, dass Befürworter alternativer Medizin behaupten, die zeitgenössische Biomedizin würde psychologische und soziale Aspekte ignorieren. Tatsächlich sei aber die Praxis der Medizin ihrem Wesen nach immer ganzheitlich. Befürworter der Alternativmedizin ignorierten, dass die Bereiche Psychiatrie, Psychologie, Sozial- und Präventivmedizin sowie öffentliche Gesundheit integraler Bestandteil der modernen biomedizinischen Praxis seien, ebenso wie die Zusammenarbeit zwischen Ärzten und Geistlichen in den meisten Krankenhäusern.

## Einteilung
Es gibt kein allgemein anerkanntes Einteilungsschema.
Für alternativmedizinische Verfahren schlug Robert Jütte 1996 folgendes Klassifikationsschema vor:
- Religiöse und Magische Medizin (Schamanentum, Exorzismen)
- Körper- und gefühlsbetonte Psychotherapien
- Mentales Training
- Naturheilverfahren (Wasserkuren, Lichtkuren, Luftkuren, Lehmkuren, Ernährungstherapien, Kräutermedizin)
- Biodynamische Heilweisen (zum Beispiel Homöopathie, Anthroposophie, Spagyrik, Neuraltherapie, Frischzellentherapie und Sauerstoff-Mehrschritt-Therapie)
- Physikalische Behandlungsweisen (Akupunktur, Chiropraktik, Osteopathie, Elektrotherapien).

In Anlehnung an die National Institutes of Health können die komplementärmedizinischen Verfahren in vier Gruppen eingeteilt werden, die sich teilweise überlappen.
- Verfahren, die Naturprodukte wie Kräuter, Nahrungsmittel und Vitamine benutzen oder Diäten empfehlen, deren Wirksamkeit wissenschaftlich nicht bewiesen oder deren Eignung zweifelhaft ist.
- Verfahren, welche die Einheit von Körper und Geist postulieren und die Wechselwirkungen zwischen Körper und Geist nutzen wollen. Dazu gehören Methoden wie Yoga, Tai-Chi, Meditation, Entspannungstechniken und Körpertherapien wie Feldenkrais oder Alexandertechnik. Einige dieser Verfahren gelten im Rahmen der Psychotherapie als Methoden der evidenzbasierten Medizin
- Manuelle Verfahren, wie Osteopathie, Chirotherapie, Massage.
- Andere Verfahren. In weitesten Sinn gehören auch Verfahren, die  mit „Energiefeldern“ arbeiten, zu den alternativ- und komplementärmedizinischen Methoden. Dazu zählen einerseits Methoden wie Reiki und Therapeutic Touch und andererseits Methoden, die elektromagnetische Felder auf eine unkonventionelle, wissenschaftlich nicht belegte Weise zur Heilung nutzen.

Es existieren auch Systeme innerhalb der Alternativmedizin, die mehrere alternativmedizinische Verfahren zusammen nutzen und deshalb nicht in das Schema passen. Dazu gehören in der traditionellen europäischen Medizin zum Beispiel die Homöopathie und Naturheilverfahren. Zu den Verfahren aus außereuropäischen Kulturkreisen gehören zum Beispiel die Traditionelle chinesische Medizin (Akupunktur), die Tibetische Medizin, Ayurveda oder Unani.
Schon im 19. Jahrhundert galten Bewegung und Sport als ein Allheilmittel. In der darauf beruhenden Bewegungstherapie treffen alternativ- und schulmedizinische Verfahren zusammen, da einerseits versucht wird, evidenzbasierte Gesetzmäßigkeiten zu entwickeln und andererseits Erfahrungswissen von Trainern und Lauftherapeuten zu verwenden. Durch die Vielzahl an wissenschaftlichen Experimenten in den letzten 30 Jahren haben die evidenzbasierten Kenntnisse und Verfahren deutlich zugenommen.

## Gesundheitsrisiken
Die Datenlage zu den Risiken alternativ- und komplementärmedizinischer Verfahren wurde 2008 als unzureichend bewertet. Als gravierende direkte Risiken wurden zum Beispiel Verletzungen, Immunreaktionen und Arzneimittel-Interaktionen dokumentiert. Indirekte Gesundheitsrisiken liegen im Versäumen notwendiger medizinischer Diagnostik und Therapie. Dies betrifft besonders lebensbedrohliche Erkrankungen, wie zum Beispiel Krebs. Infolge alternativmedizinischer Konzepte und Methoden sind sogar Todesfälle von Patienten dokumentiert. Etwa die Ablehnung von Impfungen kann darüber hinaus auch zu einer kollektiven Gefährdung der Gesellschaft führen (siehe Impfmüdigkeit).
Entsprechend müssen bei der Verwendung alternativmedizinischer Therapie- und Behandlungsmethoden Patienten nicht nur über die Risiken und Gefahr eines Misserfolges aufgeklärt werden, sondern auch, dass ein geplanter „Eingriff nicht medizinischer Standard ist und seine Wirksamkeit statistisch nicht abgesichert ist“. Im Weiteren muss der Behandler darüber „aufklären, inwieweit vom schulmedizinischen Standard abgewichen wird, warum dies getan wird und welche Vor- und Nachteile hieraus erwachsen“, insbesondere müssen Patienten über den fehlende Wirksamkeitsnachweis von Therapien aber auch Diagnoseverfahren aufgeklärt werden.
Edzard Ernst kritisiert daher Ärzte und Heilpraktiker, die alternative Medizin anbieten: „Viele Alternativbehandlungen sind harmlos. Aber leider sind die Behandler nicht immer harmlos. Diese Leute erkennen die eigenen Grenzen nicht.“

## Geschichte

### Einleitung
Der Begriff der Alternativmedizin taucht erstmals vereinzelt Ende der 1940er Jahre im englischsprachigen Raum auf und wird in der Bundesrepublik Deutschland der 1980er Jahre zu einer Sammelbezeichnung für unkonventionelle Strömungen in der Medizin. Ebenfalls in den 1980er Jahren kam die Bezeichnung „Komplementärmedizin“ über England nach Deutschland. Sie lässt sich seit Ende der 1980er Jahre im deutschen Sprachraum nachweisen.
Sozial- und wissenschaftsgeschichtlich betrachtet ist die Alternativmedizin der Gegenwart eine neue und weitere Erscheinungsform der medizinischen Reform- und Erneuerungsbewegungen, die seit dem Ende des 18. Jahrhunderts den Aufstieg der wissenschaftlichen Medizin begleiteten. In auffälliger Weise wiederholen sich Inhalte und Formen der Auseinandersetzung in zahlreichen Versuchen, eine Alternative zur etablierten Medizin zu schaffen. Dies scheint unabhängig von den zu verschiedenen Zeiten jeweils aktuellen Problemlagen („Krisen der Medizin“) zu sein. Die Kritiken betreffen die Einstellungen zur Natur, zu Geist und Körper, zu Krankheit versus Gesundheit, zum Arzt-Patienten-Verhältnis und zur Gesundheitsökonomie.
Damit verbunden finden sich durchgängig standespolitische Konflikte und häufig von persönlichen Angriffen durchzogene erbitterte Auseinandersetzungen. Die Ärzteschaft konkurriert dabei auch mit anderen Berufsgruppen wie Hebammen, Heilpraktikern, Dentisten sowie Psychologen.

### Alternative Heilkultur im Mittelalter
Dem herrschenden Zeitgeist nicht entsprechende magische Behandlungsmethoden empfahl im 6./7. Jahrhundert der byzantinische Alexander von Tralleis als Ergänzung, aber auch als Alternative zu herkömmlichen medizinischen Therapiemethoden.
Beginnend im 14. Jahrhundert findet sich in Schlesien eine alternative Heilkultur, die sich gegen die von der scholastischen Medizin ausgehende Rationalisierung und „Mathematisierung“ der Heilkunde (wie sie sich in einer quantifizierenden Pharmakologie in Montpellier aufzeigen lässt) richtete, und bis zur Mitte des 15. Jahrhunderts andauerte. Initiator dieser „naturheilkundlichen Welle“ war der in Krakau um 1278 wirkende Dominikanerarzt Nikolaus von Polen (Niklas von Mumpelier), der bereits einen Strukturwandel forderte, der den Heiler an die Stelle des Mediziners, die Natur an die Stelle der Medizin und die Erfahrung an die Stelle der Wissenschaft setzen sollte. Ein Heilmittel sei gemäß Nikolaus nur aus Erfahrung zu gewinnen und ein Arzneimittel ein empiricum. In seiner als „Antihippokrates“ (bzw. Anthippocras oder Antipocras) bezeichneten Schrift warf er der Hippokratischen Medizin vor, die empirische Heilkunde ausgelöscht zu haben. Nikolaus war ein erbitterter Gegner der Galenischen Medizin. Er verwarf ihre theoretische Grundlage – die Humoralpathologie – und verunglimpfte die Ärzte und Apotheker seiner Zeit mit der Absicht, sie durch den Beruf der Naturheilkundigen (lateinisch empirici) zu ersetzen. Statt der „teuren Spezereien der Pharmazeuten“ und der Heilpflanzen seiner Zeit favorisierte er die „verabscheuten Vertreter“ der Tiere wie Schlangen, Schnecken, Kröten, Maulwürfe und Maulwurfsgrillen als Heilmittel. (Seine Repertoire an Arzneimittel enthält ausschließlich Bestandteil der Therotherapie). Er folgte damit einer Art „negativer Signaturenlehre“ bzw. einem später auch bei Paracelsus wiederzufindenden „Simile-Prinzip“. Die Arzneien waren von den Patienten häufig in ein Amulett verpackt zu tragen (gemäß Nikolaus von Polen in einem Ring am Finger oder in Metallkapseln um den Hals gehängt).

### Alternativmedizin im Nationalsozialismus
Eine von den Nationalsozialisten anfänglich propagierte Synthese von Medizin und Naturheilkunde im Sinne einer Deutschen Medizin im Rahmen der Reichsarbeitsgemeinschaft für eine Neue Deutsche Heilkunde kam über einzelne Ansätze nicht hinaus. Es gab jedoch eine ideologische Tendenz zu allem „reinen“ und „unvermischten“. In diesem Kontext wurde Vollkornernährung propagiert, da diese besonders rein und unverfälscht sei. Ab 1936 traten die Synthesebestrebungen von Volks- bzw. Naturheilkunde und Medizin gegenüber der Kriegsvorbereitung in den Hintergrund. Die Arbeitsgemeinschaft wurde Anfang 1937 wieder aufgelöst. Die Homöopathie, deren Anhängerschaft 1938 mit 10,4 % den Hauptanteil der nicht den „Schulmedizinern“ vertrauenden Personen ausmachte, fand im Nationalsozialismus etliche Befürworter (vgl. Homöopathie im Nationalsozialismus), breitere Untersuchungen zur Einführung in den Regelbetrieb der Medizin hatten aber so niederschmetternd schlechte Ergebnisse, dass diese Anstrengungen abgebrochen wurden.

## Verbreitung
Umfrageergebnisse über die Verbreitung nichtkonventioneller Heilverfahren streuen erheblich. Allgemein ist in Deutschland jedoch in den letzten Jahrzehnten eine erheblich gestiegene Nachfrage nach sogenannten Naturheilverfahren, aber auch nach anderen Formen der Alternativmedizin zu verzeichnen. Insbesondere Frauen, Befragte mit hohem Bildungsniveau, chronisch Erkrankte und Personen mit einer gesundheitsbewussteren Lebensweise nehmen in besonders starkem Maße alternative Medizin in Anspruch, oft nicht als Ersatz, sondern als Ergänzung zur konventionellen Behandlung. Der Gesundheitsmonitor 2002 zeigte, dass weniger als ein Drittel der Bevölkerung noch gar nicht mit alternativer Medizin in Berührung gekommen war und etwa ein Viertel bislang ausschließlich naturheilkundliche Substanzen oder Therapieverfahren erprobt hatte. Knapp die Hälfte hatte jedoch auch Erfahrungen mit anderen Methoden wie Homöopathie, Akupunktur usw. Am häufigsten waren alternative Heilmethoden von niedergelassenen Ärzten verordnet worden (bei rund 2/3 der Betroffenen). Nach Angaben der Kassenärztlichen Bundesvereinigung führten 2004 15.970 Ärzte die Zusatzbezeichnung „Chirotherapie“, 13.502 die Zusatzbezeichnung „Naturheilverfahren“ und 5538 Ärzte die Zusatzbezeichnung Homöopathie. Die Anzahl der Ärzte, die Akupunktur anwenden, wird auf 20.000 bis 50.000 geschätzt. Vermutlich werden viele nichtkonventionelle Methoden noch häufiger von Heilpraktikern und im Rahmen der Selbstbehandlung bzw. Laienbehandlung angewandt. Verlässliche Daten dazu sind aber nicht bekannt. In Europa werden komplementärmedizinische Verfahren von mehr als 100 Millionen Menschen in Anspruch genommen.
In der EU gibt es schätzungsweise 305.000 Anbieter für CAM, davon 160.000 Ärzte. Die Anzahl von Ärzten nach Therapie verteilt sich wie folgt: Akupunktur (80.000), Homöopathie (45.000), Anthroposophische Medizin (4.500) und Neuraltherapie (1.500).
Eine bedeutsame Erklärung für die Attraktivität der alternativen Medizin liegt in der häufig negativen Bewertung der medikamentösen Therapie. In deutlichem Kontrast hierzu werden nicht-evidenzbasierte Methoden zum Teil sehr pauschal mit Schlagworten wie sanft, natürlich und frei von Nebenwirkungen besetzt. Im Rahmen eines Nicht-wahrhaben-Wollens ihrer Situation wenden sich auch onkologisch und palliativmedizinisch betreute, unheilbar Kranke komplementärmedizinischen bzw. alternativmedizinischen Angeboten zu. Viele Patienten erfahren darüber hinaus bei alternativen Therapeuten ein höheres Maß an Zuwendung und Kommunikation, so dass hier auch ein niederschwelliges Psychotherapie- oder Beratungsangebot wahrgenommen wird. Die Erfahrung eines Mangels an sprechender Medizin ist hier Motor der steigenden Nachfrage. Die anthropologische, auf einem in den 1920er Jahren entstandenen Konzept des Mediziners Viktor von Weizsäcker beruhend, und psychosomatische Medizin versuchen dieser Nachfrage im Rahmen der wissenschaftlichen Medizin gerecht zu werden.

### Ökonomische Bedeutung
Der Umsatz von Arzneimitteln der besonderen Therapierichtungen (Homöopathie, Anthroposophische Medizin, Phytotherapie) betrug 2018 in Deutschland insgesamt 1,7 Milliarden Euro (der Gesamt-Apothekenmarkt verzeichnete einen Umsatz von 55,8 Mrd. Euro). Im Jahr 2006 wurden in Deutschland insgesamt rund neun Milliarden Euro für alternativmedizinische Produkte oder Leistungen ausgegeben, das entsprach pro Einwohner durchschnittlich etwa 110 Euro pro Jahr. Etwa fünf Milliarden Euro davon zahlten die Patienten selbst, vier Milliarden Euro erstatteten die Krankenkassen, 40.000 Ärzte boten entsprechende Leistungen an.
In anderen Ländern werden die Ausgaben für Australien auf 3,9 Milliarden AU$ (Stand 2016), für das UK auf £4,5 Milliarden (Stand 2008) und für die USA auf 30,2 Milliarden US-Dollar (Stand 2012) geschätzt.

### Ökologische Auswirkungen
Die Anwendung alternativmedizinischer Methoden hat auch Auswirkungen auf die Umwelt: So sind etwa durch die Verwendung von Elfenbein, Haifischzähnen, Tigerpenissen und anderen Materialien in der traditionellen chinesischen Medizin zahlreiche Tierarten vom Aussterben bedroht.

## Rechtlicher Rahmen

### Deutschland
Die Anwendung „alternativer“ Behandlungsmethoden ist in Deutschland grundsätzlich erlaubt, solange kein Verstoß gegen die guten Sitten im Sinne von § 138 BGB und § 228 StGB vorliegt. Vor Anwendung solcher Methoden ist der Patient umfänglich über etwaige Risiken und Nebenwirkungen aufzuklären. Insbesondere bedarf es auch der Aufklärung über die fehlende wissenschaftliche Evidenz von Diagnoseverfahren und Therapien. Steht eine erfolgversprechendere anerkannte Therapie zur Verfügung, muss der Patient hierüber vorrangig aufgeklärt werden. Zu Lasten der gesetzlichen Krankenversicherung (GKV) dürfen nur Leistungen abgerechnet werden, die notwendig und wirtschaftlich vertretbar sind; beides wird für alternative Methoden in der Regel bezweifelt. Neue Untersuchungs- und Behandlungsmethoden dürfen zu Lasten der Krankenkassen nur abgerechnet werden, wenn der Bundesausschuss der Ärzte und Krankenkassen den diagnostischen oder therapeutischen Nutzen, die medizinische Notwendigkeit und die Wirtschaftlichkeit der neuen Methode bewertet und in Richtlinien nach § 92 SGB V Empfehlungen über die Anerkennung abgegeben hat. Leistungen im Rahmen alternativmedizinischer Behandlungen werden von der deutschen GKV meist nicht übernommen und können dann nur privat in Rechnung gestellt werden. Über die ggf. selbst zu tragenden Kosten ist der Patient aufzuklären.
Die Debatte um die Durchführung alternativmedizinischer Behandlungsmethoden oder Verordnung entsprechender Arzneimittel zu Lasten der Solidargemeinschaft führte immer wieder zu Rechtsstreitigkeiten. Am 1. Dezember 2011 hat der Deutsche Bundestag das Gesetz zur Verbesserung der Versorgungsstrukturen in der gesetzlichen Krankenversicherung (GKV-VStG) beschlossen. Darin aufgenommen ist eine Klarstellung im Leistungsrecht, dass Versicherte mit einer lebensbedrohlichen Erkrankung, für die eine allgemein anerkannte, dem medizinischen Standard entsprechende Leistung nicht zur Verfügung steht, eine noch nicht allgemein anerkannte Leistung beanspruchen können, wenn Aussicht auf Heilung oder eine spürbare positive Einwirkung auf den Krankheitsverlauf besteht (Klarstellung des Geltungsumfangs des Beschlusses des Bundesverfassungsgerichts vom 6. Dezember 2005, BvR 347/98).
Homöopathische Zubereitungen mit einem Verdünnungsgrad von mindestens 1:10.000 und ohne spezifische Heilanzeige, sowie sogenannte „traditionelle pflanzliche Arzneimittel“ sind in der EU gemäß Richtlinie 2001/83/EG vom Arzneimittelzulassungsverfahren befreit. Solche Präparate können nach einem vereinfachten Registrierungsverfahren in Verkehr gebracht werden. Für die Registrierung müssen lediglich die pharmazeutische Qualität und Unbedenklichkeit, nicht jedoch die therapeutische Wirksamkeit nachgewiesen werden; eine Indikation darf nicht angegeben werden. Die weitergehende Zulassung wird von Land zu Land verschieden gehandhabt: Nach dem deutschen Arzneimittelgesetz sind bei der Zulassung von Arzneimitteln der Therapierichtungen Homöopathie, anthroposophische Medizin und Phytotherapie die Erfahrungen der jeweiligen Therapierichtungen zu berücksichtigen. Dazu ist, anders als bei Funktionsarzneimitteln, in die Zulassungsentscheidung die Beurteilung durch eine eigens für die jeweilige Therapierichtung einberufene Zulassungskommission einzubeziehen (Binnenkonsens). Diese besteht aus Experten der jeweiligen Therapierichtung, die über entsprechende Kenntnisse verfügen und praktische Erfahrungen im Anwendungsgebiet gesammelt haben.
Die Arzneimittelkommission der deutschen Ärzteschaft urteilte 1998, die nicht wissenschaftlich fundierten Therapierichtungen machten „in der Regel Besonderheiten geltend, um sich der wissenschaftlichen Prüfung ihrer Hypothesen zu entziehen“. Dies gelte für die im Arzneimittelgesetz explizit erwähnten Formen wie „Homöopathie“, anthroposophisch begründete Heilverfahren und traditionellen Phytopharmaka ebenso wie für die Vielzahl heterogener Methoden von Ayurveda bis Bach-Blüten-Therapie. Die Kommission sieht eine „seitens der Politik eingeräumte Sonderstellung“ für die „besonderen Therapierichtungen“ (Homöopathie, Anthroposophie, Phytotherapie) und kritisiert, dass diese Stellung nicht nur jeder wissenschaftlichen Grundlage entbehre, sondern auch bedeute, dass Wirksamkeit mit zweierlei Maß gemessen werde. Sie transferiere Konzepte des individuell oder staatlich praktizierten Wertepluralismus fälschlicherweise in die Bewertung der von wissenschaftlichen Gesetzmäßigkeiten bestimmten modernen Arzneitherapie.

### Schweiz
In der Schweiz wurden Verfahren außerhalb der wissenschaftsbasierten Medizin 1999 provisorisch in den Katalog der von der obligatorischen Krankenpflegeversicherung zu bezahlenden Leistungen aufgenommen (Homöopathie, anthroposophische Medizin, Phytotherapie, traditionelle chinesische Therapie und Neuraltherapie). Dieses Provisorium lief 2005 aus.
Die eidgenössische Abstimmung vom 17. Mai 2009 ergab jedoch eine Zweidrittelmehrheit für einen Verfassungszusatz, der die Regierung verpflichtet, komplementärmedizinische Verfahren wieder zu berücksichtigen. Ähnlich wie in anderen Ländern fordern die Schweizer Krankenkassen für zu erstattende Methoden den Nachweis der Wirksamkeit, Zweckmäßigkeit und Wirtschaftlichkeit.
Zur Umsetzung dieses Verfassungsgrundsatzes wurden ab 2012 bis provisorisch Juni 2017 die Bereiche Homöopathie, anthroposophische Medizin, Phytotherapie, traditionelle chinesische Therapie und Neuraltherapie unter bestimmten Voraussetzungen wieder von der obligatorischen Krankenpflegeversicherung bezahlt. An seiner Sitzung vom 16. Juni 2017 hat der Bundesrat die neuen Verordnungsbestimmungen genehmigt, welche die komplementärmedizinischen ärztlichen Leistungen den anderen von der OKP vergüteten medizinischen Fachrichtungen gleichstellen. Die neuen Regelungen traten per 1. August 2017 in Kraft.
Leistungen aus den Bereichen Homöopathie, anthroposophische Medizin, Phytotherapie, traditionelle chinesische Therapie und Neuraltherapie werden von der obligatorischen Grundversicherung übernommen, wenn sie von Ärzten erbracht werden. Für Leistungen aus den übrigen Bereichen der Alternativmedizin und durch nicht-ärztliche Therapeuten kann eine Zusatzversicherung abgeschlossen werden. Die meisten schweizerischen Versicherer orientieren sich bei der Entscheidung zur Kostenübernahme von alternativmedizinischen Therapien an den Zertifizierungen der Leistungserbringer durch unabhängige Prüfstellen, z. B. dem Erfahrungsmedizinischen Register (EMR). Gemäß EMR macht das Qualitätslabel aber keine Aussage zur Wirksamkeit.

## Forschung
An einigen deutschen Universitäten gibt es Forschungsprojekte zur Komplementärmedizin, die hauptsächlich von Stiftungsgeldern, von den Krankenkassen im Rahmen von Modellprojekten und zu einem kleinen Teil von der Industrie gefördert werden.
Die Deutsche Krebshilfe hat 2012 das bis dahin größte Forschungsprojekt über die Wirksamkeit von Alternativmedizin bei der Krebsbekämpfung gestartet und dafür 2,5 Millionen Euro bereitgestellt. Koordiniert wird das KOKON (Kompetenznetz Komplementärmedizin in der Onkologie (siehe auch: Komplementäronkologie)) genannte interdisziplinäre Verbundprojekt von der Onkologie des Klinikums Nürnberg im Zusammenwirken mit: Universitätsklinik Hamburg-Eppendorf, Universitätsklinik Rostock, Charité Berlin, Universitätsklinik Frankfurt am Main, Hans-Bredow Institut Hamburg, Klinikum Fürth und Klinik für Tumorbiologie Freiburg.
Annähernd die Hälfte der Krebspatienten will durch ergänzende Maßnahmen zur eigenen Heilung beitragen.
Von 2010 bis Ende 2012 lief unter dem Akronym Cambrella ein von der Europäischen Union mit 1,5 Millionen Euro ausgestattetes dreijähriges Projekt, dessen Ziel war, ein Netzwerk von 16 europäischen Forschungseinrichtungen in 12 Ländern im Bereich der Komplementärmedizin mit dem Ziel einer internationalen Kooperation und Koordination aufzubauen.
Ein konzeptueller Dialog zwischen Komplementärmedizinischen Richtungen und der naturwissenschaftlichen Medizin ist Ziel des „Dialogforum Pluralismus in der Medizin“, das im Jahr 2000 auf Anregung von Jörg-Dietrich Hoppe, des damaligen Präsidenten der Bundesärztekammer und des Deutschen Ärztetages, gegründet wurde. Es setzt sich für eine vermehrte Integration der Komplementärmedizin in die Schulmedizin ein.

## Ausbildungsmöglichkeiten
Im Medizinstudium in Deutschland wurden in der Novellierung der Approbationsordnung (ÄApprO) für Ärzte die komplementäre Therapieverfahren Homöopathie und Naturheilverfahren als Wahlfächer mit aufgenommen. Seit 2003 können komplementärmedizinische Inhalte im Querschnittsbereich 12 (Rehabilitation, Physikalische Medizin und Naturheilverfahren) enthalten sein.
Für die komplementärmedizinischen Methoden Akupunktur, Chirotherapie, Homöopathie und Naturheilverfahren sind von den Ärztekammern Weiterbildungsvorschriften erlassen worden. Nach bestandener Prüfung darf als Qualifikationsnachweis die jeweilige ärztliche Zusatzbezeichnung getragen werden, die u. U. auch Voraussetzung für die Abrechenbarkeit mit den Krankenkassen ist. Mittlerweile haben 14 von 17 Ärztekammern Homöopathie wegen fehlender Wirksamkeit aus den jeweiligen Weiterbildungsverordnungen wieder gestrichen, die Zusatzbezeichnung aus der (Muster-)Weiterbildungsordnung (MWBO) ist ebenfalls entfallen. Für die Anthroposophische Medizin gibt es für Ärzte eine Binnenanerkennung Tätigkeitsschwerpunkt „Anthroposophische Medizin (GAÄD)“ durch die Gesellschaft Anthroposophischer Ärzte in Deutschland (GAÄD).